# Chinolin
Chinolin je heterocyklická dusíkatá sloučenina, odvoditelná od naftalenu pomyslnou náhradou jednoho uhlíku v molekule dusíkem. Je to bezbarvá ostře páchnoucí kapalina, která časem účinkem světla žloutne až hnědne. Chinolin je špatně rozpustný ve studené vodě, ale přesto je mírně hygroskopický. Dobře se rozpouští v horké vodě a v organických rozpouštědlech.

## Syntéza
Existuje řada metod jak připravit chinolin a jeho deriváty. Známá je např. Skraupova syntéza, která vychází z anilinu a glycerolu v prostředí kyseliny sírové a oxidačního činidla (nitrobenzen). Tuto reakci poprvé popsal český rodák působící v Rakousku Zdenko Hans Skraup.

## Oxidace
Oxidace chinolinu probíhá spíše na benzenovém jádru než na pyridinovém. Oxidací chinolinu vzniká kyselina chinolinová.

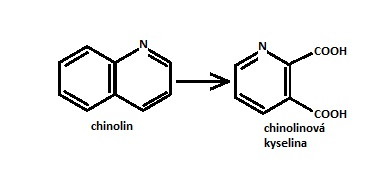
Oxidace chinolinu

## Význam
Významné jsou zejména jeho deriváty. Z chinolinu vychází průmyslová výroba 8-hydroxychinolinu a kyseliny chinolinové.

## Bezpečnost
Chinolin je klasifikován jako látka zdraví škodlivá, je také podezřelým karcinogenem. LD50 pro krysu je při ústním podání 331 mg/kg.